# Ajuntament (Albatàrrec)
LAjuntament és una obra d'Albatàrrec (Segrià) inclosa a l'Inventari del Patrimoni Arquitectònic de Catalunya.

## Descripció
Edifici en cantonera de planta baixa i dos pisos de composició inicialment simètrica, encara que avui desvirtuada. A la façana principal, les obertures de la planta baixa i el primer pis són d'arc rebaixat i les del segon pis quadrangulars però totes estan emmarcades per una motllura llisa, igual que la separació entre els diferents pisos. A la façana lateral totes les obertures són allindades però també estan emmarcades per la motllura llisa. A la primera planta de la façana principal hi ha un balcó corregut de pedra. El parament és de grans carreus de pedra ben escairats.